# Nodo atrioventricular

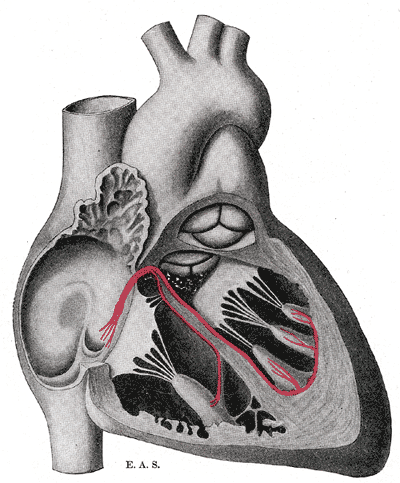

O nódulo auriculoventricular,  nodo atrioventricular, nó atrioventricular ou nodo de Aschoff-Tawara é uma área de tecido especializado entre os átrios e ventrículos do coração, que conduz impulso elétrico do átrio em direção aos ventrículos.